# Tupirama
Tupirama là một đô thị thuộc bang Tocantins, Brasil. Đô thị này có diện tích 712,202 km², dân số năm 2007 là 1405 người, mật độ 1,97 người/km².